# Edwin F. Ladd
Edwin F. Ladd (Starks, 1859. december 13. – Baltimore, 1925. június 22.) az Amerikai Egyesült Államok szenátora (Észak-Dakota, 1921–1925).